# Piaskowa Góra (Wałbrzych)

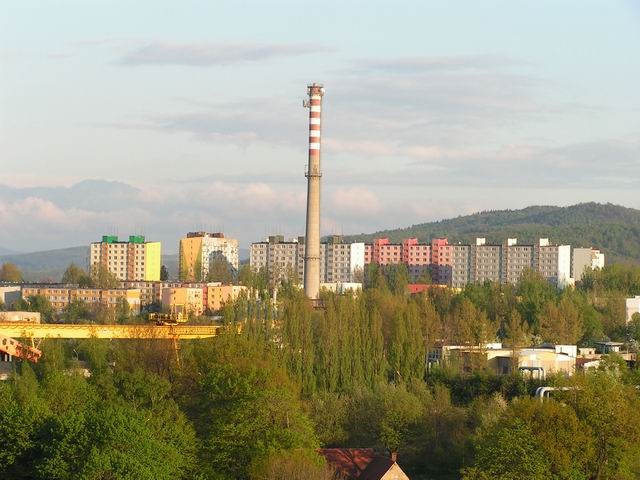
Piaskowa Góra, widok od strony Podzamcza

Piaskowa Góra (przed 1945 Sandberg) – dzielnica mieszkalna Wałbrzycha i jego jednostka pomocnicza. 
Swoją nazwę zawdzięcza złożom piasku szklarskiego, który jest wykorzystywany w hutnictwie szkła. Początkowo wchodziła w skład Szczawna-Zdroju i stanowiła jego zaplecze gospodarskie. Obecna nazwa obowiązuje od 1951.
Piaskowa Góra zajmuje wzniesienie w północnej części miasta, między dolinami Szczawnika na zachodzie i Pełcznicy na wschodzie. Od północy ogranicza ją dolna linia kolejowa nr 291, poprzez którą sąsiaduje ze Szczawienkiem, a na południu dociera do północnych podnóży Stróżnika i Wzgórza Gedymina z parkiem w Szczawnie Zdroju. Najstarsza część dzielnicy skupiona jest na osi obecnych ulic Wrocławskiej, kardynała S. Wyszyńskiego i H. Wieniawskiego (tak zwana SPG, tj. Stara Piaskowa Góra). Przed wojną powstało tu kilka zakładów przemysłowych, w tym huta szkła i Zakłady Urządzeń Technicznych WAMAG, które zaprzestały swojej działalności oraz Dolnośląska Fabryka Lin i Drutów Linodrut – Linmet, która po sprywatyzowaniu została przeniesiona do Świdnicy. Przez ulicę Wrocławską została poprowadzona linia tramwajowa z centrum Wałbrzycha na Szczawienko, zwane również Dolnym Szczawnem. 
Na Piaskowej Górze na początku XX wieku powstały również dwa kościoły: luterański oraz rzymskokatolicki. Wraz z rozwojem Wałbrzycha po zakończeniu II wojny światowej Piaskowa Góra w latach 60. została wyłączona z granic administracyjnych Szczawna-Zdroju i włączona do Wałbrzycha. Wybudowano tutaj osiedle mieszkaniowe przewidziane na ok. 30 tysięcy mieszkańców. Górzysta rzeźba terenu pozwoliła na wkomponowanie w terenie zarówno wysokich budynków z tzw. wielkiej płyty, jak i jednorodzinnej zabudowy szeregowej. Znajdują się tutaj: 
- Specjalistyczny Szpital im. dra Alfreda Sokołowskiego,
- dwie przychodnie lekarskie,
- szkoły podstawowe,
- trzy gimnazja (publiczne, społeczne i sportowe),
- Zespół Szkół nr 4 w Wałbrzychu
- Społeczne Liceum
- Instytut Języków Obcych (do roku akademickiego 2007/2008) i Instytut Pedagogiki Państwowej Wyższej Szkoły Zawodowej im. Angelusa Silesiusa w Wałbrzychu (do roku akademickiego 2007/2008).

Piaskowa Góra jest kreowana na centrum handlowe miasta. Znajdują się tu liczne punkty handlowe i usługowe, a także budynki użyteczności publicznej: filia biblioteki publicznej, Wałbrzyski Ośrodek Kultury, poczta, policja. Funkcjonują trzy parafie rzymskokatolickie, a przez pewien czas działała misja mormonów. W pobliżu Piaskowej Góry znajduje Wałbrzyska Specjalna Strefa Ekonomiczna.
Według danych Urzędu Miejskiego w Wałbrzychu w 2014 roku dzielnicę Piaskowa Góra zamieszkiwało 19448 osób.